# ناحیه پاسینلر
ناحیه پاسینلر (به ترکی استانبولی: Pasinler District) یک منطقهٔ مسکونی در ترکیه است که در استان ارزروم واقع شده‌است.